# Фельдман, Моника
Моника Фельдман (нем. Monika Feldmann; род. 5 мая 1951, Франкфурт-на-Майне, Гессен) — западногерманская фигуристка, выступавшая в одиночном катании. Участница зимних Олимпийских игр 1968 года.

## Биография
Моника Фельдман родилась 5 мая 1951 года в западногерманском городе Франкфурт-на-Майне.
Выступала в соревнованиях по фигурному катанию за Франкфуртский клуб роликового и ледового спорта («Франкфуртер Ролльшпорт унд Айс Клуб»). Дважды становилась чемпионкой ФРГ в одиночном катании (1967—1968), выигрывала серебро (1966).
Дважды заняла 11-е место на чемпионатах мира — в 1967 году в Вене и в 1968 году в Женеве.
Дважды участвовала в чемпионатах Европы: в 1967 году в Любляне заняла 6-е место, в 1968 году в Вестеросе — 8-е.
В 1968 году вошла в состав сборной ФРГ на зимних Олимпийских играх в Гренобле. В одиночном катании заняла 10-е место, набрав 1687,1 балла и уступив 283,4 балла завоевавшей золото Пегги Флеминг из США.

## Спортивные достижения
| Международные    | Международные | Международные | Международные |
| Сезон            | 1966          | 1967          | 1968          |
| ---------------- | ------------- | ------------- | ------------- |
| Олимпийские игры |               |               | 10            |
| Чемпионат мира   |               | 11            | 11            |
| Чемпионат Европы |               | 6             | 8             |
| Национальные     |               |               |               |
| Чемпионат ФРГ    | 3             | 1             | 1             |